# Kommunalwahlen in Hessen 2006

Wappen des Landes Hessen

Die Kommunalwahlen in Hessen 2006 fanden am 26. März 2006 statt. Bei einer Wahlbeteiligung auf historisch niedrigem Niveau wurde die CDU Hessen stärkste kommunale Kraft. Den Verlusten der SPD Hessen standen Gewinne der freien Wählergemeinschaften gegenüber.

## Was zur Wahl stand
Alle fünf Jahre werden in Hessen Kommunalvertretungen gewählt. Dazu gehören die Wahl der Kreistage, Stadtverordnetenversammlungen und Gemeindevertretungen sowie der Ortsbeiräte. Indirekt werden die Mitglieder der Verbandskammer des Planungsverbandes Ballungsraum Frankfurt/Rhein-Main bestimmt.

## Ergebnisse
Von der Rekordzahl von 4,53 Mio. Wahlberechtigten gingen 45,8 % zur Wahl. Damit sank die Wahlbeteiligung, die 2001 bereits mit 52,9 % ein historisches Tief erreicht hatte, erneut.
Bei der Wahl in den Kreisen und kreisfreien Städten ergab sich folgendes „Gewichtetes Ergebnis“:
| Partei                | Ergebnis | Veränderung |
| --------------------- | -------- | ----------- |
| CDU Hessen            | 38,5 %   | + 0,4 %p    |
| SPD Hessen            | 34,7 %   | - 3,8 %p    |
| Bündnis 90/Die Grünen | 9,2 %    | + 0,1 %p    |
| FDP Hessen            | 5,8 %    | + 0,6 %p    |
| Wählergruppen         | 8,6 %    | + 2,8 %p    |
| Sonstige              | 3,2 %    | - 0,1 %p    |

## Einzelergebnisse
Für die Ergebnisse in ausgewählten hessischen Städten siehe:
- Darmstadt
- Frankfurt am Main
- Fulda
- Kassel
- Offenbach am Main
- Wiesbaden